# Тритон каліфорнійський
Тритон каліфорнійський (Taricha torosa) — вид земноводних з роду Західний тритон родини саламандрові. Отруйна амфібія.

## Опис
Загальна довжина досягає 16—19 см. Голова середнього розміру. Очі великі з округлими зіницями. Присутні невеликі нижні повіки. Верхні зуби утворюють формі «Y». Тулуб кремезний. Шкіра гладенька, іноді трохи шорстка. Вона виділяє отруйний слиз. Забарвлення спини коричнево-палеве. Черево помаранчеве.

## Спосіб життя
Полюбляє повільні струмки уздовж морського узбережжя. Активні вночі. Мешкають як на суходолі, так й у воді. Живиться переважно равликами, слимаками, хробаками, двокрилими та личинками комах.
У грудні-березні під час розмноження каліфорнійські тритони збираються в дрібних лісових озерах. Першими приходять самці, у яких з'являється яскраве шлюбне забарвлення і хвостові плавникові складки. Вони зустрічають кожну самиці, оточуючи її щільним кільцем, і починають шлюбні ігри. Один із самців передніми лапами схоплює самку, сідає на неї верхи, і пара тритонів довгий час плаває разом. У цей час самець треться клоакою об спину самки, а підборіддям гладить її морду. На підборідді самця є особливі залози, що виділяють секрет, який збуджує самицю. Потім самець виділяє сперматофори, які самиця захоплює клоакою. Самка відкладає невеликі порції ікри, що містять від 7 до 29 яєць діаметром 2-2,5 мм, на підводні рослини. Ікра цих тритонів також отруйна. Личинки в момент появи завдовжки 11—12 мм під час метаморфоза личинки увесь час проводять у воді.

## Розповсюдження
Мешкає у штаті Каліфорнія (США).